# Lijst van Stolpersteine in Aa en Hunze
De Lijst van Stolpersteine in Aa en Hunze geeft een overzicht van de Stolpersteine die in de gemeente Aa en Hunze in de Nederlandse provincie Drenthe zijn geplaatst in het kader van het Stolpersteine-project van de Duitse beeldhouwer-kunstenaar Gunter Demnig.
Stolpersteine zijn opgedragen aan slachtoffers van het nationaalsocialisme, al diegenen die zijn vervolgd, gedeporteerd, vermoord, gedwongen te emigreren of tot zelfmoord gedreven door het nazi-regime. Demnig legt voor elk slachtoffer een aparte steen, meestal voor de laatste zelfgekozen woning.
Omdat het Stolpersteine-project doorloopt, kan deze lijst onvolledig zijn.

## Stolpersteine
In de gemeente Aa en Hunze liggen 36 Stolpersteine: dertien in Gieten, elf in Gieterveen, drie in Nooitgedacht en negen in Rolde.

### Gieten
In Gieten liggen dertien Stolpersteine op twee adressen.
| Afbeelding | Inscriptie | Adres           | Herdachte persoon                      |
| ---------- | --- | --------------- | -------------------------------------- |
|            | HIER WOONDE BERNARD GOTTFRIEDT GEB. 1862 GEDEPORTEERD 1942 UIT WESTERBORK VERMOORD 8.10.1942 AUSCHWITZ         | Bonnen 7        | Bernard Gottfriedt (1862-1942)         |
|            | HIER WOONDE JOZEF MEIJER GEB. 1920 GEDEPORTEERD 1942 UIT WESTERBORK VERMOORD 30.9.1942 AUSCHWITZ               | Bonnen 7        | Jozef Meijer (1920-1942)               |
|            | HIER WOONDE SALOMON MEIJER GEB. 1926 GEDEPORTEERD 1942 UIT WESTERBORK VERMOORD 26.9.1942 AUSCHWITZ             | Bonnen 7        | Salomon Meijer (1926-1942)             |
|            | HIER WOONDE SARA JOHANNA MEIJER GEB. 1927 GEDEPORTEERD 1942 UIT WESTERBORK VERMOORD 8.10.1942 AUSCHWITZ        | Bonnen 7        | Sara Johanna Meijer (1927-1942)        |
|            | HIER WOONDE IZAÄK MEIJER-DE BRUIN GEB. 1908 GEDEPORTEERD 1942 UIT WESTERBORK VERMOORD 31.12.1944 AUSCHWITZ     | Bonnen 7        | Izaäk Meijer de Bruin (1908-1944)      |
|            | HIER WOONDE JEANETTE MEIJER-GOTTFRIEDT GEB. 1892 GEDEPORTEERD 1942 UIT WESTERBORK VERMOORD 31.5.1943 AUSCHWITZ | Bonnen 7        | Jeanette Meijer-Gottfriedt (1892-1943) |
|            | HIER WOONDE BENJAMIN VALK GEB. 1932 GEDEPORTEERD 1942 UIT WESTERBORK VERMOORD 8.10.1942 AUSCHWITZ              | Gasselterweg 24 | Benjamin Valk (1932-1942)              |
|            | HIER WOONDE GAALTJE VALK GEB. 1925 GEDEPORTEERD 1942 UIT WESTERBORK VERMOORD 8.10.1942 AUSCHWITZ               | Gasselterweg 24 | Gaaltje Valk (1925-1942)               |
|            | HIER WOONDE HEIJMAN VALK GEB. 1924 GEDEPORTEERD 1942 UIT WESTERBORK VERMOORD 26.2.1942 WEIMAR                  | Gasselterweg 24 | Heijman Valk (1924-1942)               |
|            | HIER WOONDE JONAS VALK GEB. 1923 GEDEPORTEERD 1942 UIT WESTERBORK VERMOORD 30.9.1942 AUSCHWITZ                 | Gasselterweg 24 | Jonas Valk (1923-1942)                 |
|            | HIER WOONDE MOZES MANNUS VALK GEB. 1930 GEDEPORTEERD 1942 UIT WESTERBORK VERMOORD 8.10.1942 AUSCHWITZ          | Gasselterweg 24 | Mozes Mannus Valk (1930-1942)          |
|            | HIER WOONDE SIMON VALK GEB. 1893 GEDEPORTEERD 1942 UIT WESTERBORK VERMOORD 31.3.1944 AUSCHWITZ                 | Gasselterweg 24 | Simon Valk (1893-1944)                 |
|            | HIER WOONDE RACHEL VALK-DE JONG GEB. 1898 GEDEPORTEERD 1942 UIT WESTERBORK VERMOORD 8.10.1942 AUSCHWITZ        | Gasselterweg 24 | Rachel Valk-de Jong (1898-1942)        |

### Gieterveen
In Gieterveen liggen elf Stolpersteine op twee adressen.
| Afbeelding | Inscriptie                                                                                               | Adres          | Herdachte persoon                |
| ---------- | --- | -------------- | -------------------------------- |
|            | HIER WOONDE BENJAMIN COHEN GEB. 1931 GEDEPORTEERD 1942 UIT WESTERBORK VERMOORD 16.8.1942 AUSCHWITZ       | Veenakkers 42a | Benjamin Cohen (1931-1942)       |
|            | HIER WOONDE DAVID COHEN GEB. 1940 GEDEPORTEERD 1942 UIT WESTERBORK VERMOORD 16.8.1942 AUSCHWITZ          | Veenakkers 42a | David Cohen (1940-1942)          |
|            | HIER WOONDE FROUWKTJE COHEN GEB. 1928 GEDEPORTEERD 1942 UIT WESTERBORK VERMOORD 16.8.1942 AUSCHWITZ      | Veenakkers 42a | Frouwktje Cohen (1928-1942)      |
|            | HIER WOONDE JAKOB COHEN GEB. 1938 GEDEPORTEERD 1942 UIT WESTERBORK VERMOORD 16.8.1942 AUSCHWITZ          | Veenakkers 42a | Jakob Cohen (1938-1942)          |
|            | HIER WOONDE JETTA REINETTE COHEN GEB. 1933 GEDEPORTEERD 1942 UIT WESTERBORK VERMOORD 16.8.1942 AUSCHWITZ | Veenakkers 42a | Jetta Reinette Cohen (1933-1942) |
|            | HIER WOONDE MARCUS COHEN GEB. 1936 GEDEPORTEERD 1942 UIT WESTERBORK VERMOORD 16.8.1942 AUSCHWITZ         | Veenakkers 42a | Marcus Cohen (1936-1942)         |
|            | HIER WOONDE MAURITS COHEN GEB. 1939 GEDEPORTEERD 1942 UIT WESTERBORK VERMOORD 16.8.1942 AUSCHWITZ        | Veenakkers 42a | Maurits Cohen (1939-1942)        |
|            | HIER WOONDE SALOMON MEIJER COHEN GEB. 1904 GEDEPORTEERD 1942 UIT WESTERBORK VERMOORD 30.9.1942 AUSCHWITZ | Veenakkers 42a | Salomon Meijer Cohen (1904-1942) |
|            | HIER WOONDE LEA COHEN-GUDEMA GEB. 1907 GEDEPORTEERD 1942 UIT WESTERBORK VERMOORD 16.8.1942 AUSCHWITZ     | Veenakkers 42a | Lea Cohen-Gudema (1907-1942)     |
|            | HIER WOONDE SIMON NIJVEEN GEB. 1899 GEDEPORTEERD 1942 UIT WESTERBORK VERMOORD 31.8.1943 MIDDEN-EUROPA    | Torenveen 28   | Simon Nijveen (1899-1943)        |
|            | HIER WOONDE JENNY NIJVEEN-FALKE GEB. 1907 GEDEPORTEERD 1942 UIT WESTERBORK VERMOORD 8.10.1942 AUSCHWITZ  | Torenveen 28   | Jenny Nijveen-Falke (1907-1942)  |

### Nooitgedacht
In Nooitgedacht liggen drie Stolpersteine op een adres.
| Afbeelding | Inscriptie | Adres      | Herdachte persoon                 |
| ---------- | --- | ---------- | --------------------------------- |
|            | HIER WOONDE ARON SIMON FISCHLER GEB. 1928 GEDEPORTEERD 1942 UIT WESTERBORK VERMOORD 15.10.1942 AUSCHWITZ         | Veldweg 13 | Aron Simon Fischler (1928-1942)   |
|            | HIER WOONDE ISRAËL MAIER FISCHLER GEB. 1895 GEDEPORTEERD 1942 UIT WESTERBORK VERMOORD 28.2.1943 AUSCHWITZ        | Veldweg 13 | Israël Maier Fischler (1895-1943) |
|            | HIER WOONDE MASCHE FISCHLER- NACHTGEIST GEB. 1893 GEDEPORTEERD 1942 UIT WESTERBORK VERMOORD 15.10.1942 AUSCHWITZ | Veldweg 13 | Aron Simon Fischler (1893-1942)   |

### Rolde
In Rolde liggen negen Stolpersteine op twee adressen.
| Afbeelding | Inscriptie                                                                                                   | Adres          | Herdachte persoon                |
| ---------- | --- | -------------- | -------------------------------- |
|            | HIER WOONDE ARON SCHAAP GEB. 1886 GEDEPORTEERD 1942 UIT WESTERBORK VERMOORD 26.10.1942 AUSCHWITZ             | Asserstraat 43 | Aron Schaap (1886-1942)          |
|            | HIER WOONDE AUGUST SCHAAP GEB. 1926 GEDEPORTEERD 1942 UIT WESTERBORK VERMOORD 9.12.1942 AUSCHWITZ            | Asserstraat 1  | August Schaap (1926-1943)        |
|            | HIER WOONDE BENDIX SCHAAP GEB. 1892 GEDEPORTEERD 1942 UIT WESTERBORK VERMOORD 28.2.1943 AUSCHWITZ            | Asserstraat 1  | Bendix Schaap (1892-1943)        |
|            | HIER WOONDE FRITZ SCHAAP GEB. 1931 GEDEPORTEERD 1942 UIT WESTERBORK VERMOORD 29.10.1942 AUSCHWITZ            | Asserstraat 1  | Fritz Schaap (1931-1942)         |
|            | HIER WOONDE JOACHIM ISAAK SCHAAP GEB. 1926 GEDEPORTEERD 1942 UIT WESTERBORK VERMOORD 31.3.1944 MIDDEN-EUROPA | Asserstraat 43 | Joachim Isaak Schaap (1926-1944) |
|            | HIER WOONDE LEONI JULIA SCHAAP GEB. 1928 GEDEPORTEERD 1942 UIT WESTERBORK VERMOORD 26.10.1942 AUSCHWITZ      | Asserstraat 43 | Leoni Julia Schaap (1928-1942)   |
|            | HIER WOONDE SONJA SCHAAP GEB. 1925 GEDEPORTEERD 1942 UIT WESTERBORK VERMOORD 29.10.1942 AUSCHWITZ            | Asserstraat 1  | Sonja Schaap (1925-1942)         |
|            | HIER WOONDE MILLIJ SCHAAP-SIMON GEB. 1898 GEDEPORTEERD 1942 UIT WESTERBORK VERMOORD 29.10.1942 AUSCHWITZ     | Asserstraat 1  | Millij Schaap-Simon (1898-1942)  |
|            | HIER WOONDE ANNA SCHAAP-STEIN GEB. 1900 GEDEPORTEERD 1942 UIT WESTERBORK VERMOORD 26.10.1942 AUSCHWITZ       | Asserstraat 43 | Anna Schaap-Stein (1900-1942)    |

## Data van plaatsingen
- 31 maart 2020: 36 Stolpersteine in Gieten, Gieterveen, Nooitgedacht en Rolde